# 新米亞基
47°23′41″N 30°17′54″E / 47.39472°N 30.29833°E
新米亞基（烏克蘭語：Нові Маяки）是位於烏克蘭西南部的村莊，由敖德萨州贝雷济夫卡区的舊馬亞基市鎮負責管轄。該村始建於1923年，面積0.52平方公里，海拔高度157米，2001年人口126，人口密度每平方公里242.31人。